# Isla Santa Clara (Chile)
La isla Santa Clara es una pequeña isla de Chile que forma parte del archipiélago Juan Fernández. Tiene una superficie de 2,2 km². Está ubicada a tan solo 1,5 km al sudoeste de la isla Robinson Crusoe y a unos 700 km de Chile Continental. 
La isla Santa Clara posee una elevación máxima de 375 m s. n. m. presentando un paisaje relativamente seco, debido a la pérdida de su vegetación original, la cual ha sido parcialmente substituida por arbustos y pastos procedentes de América y Europa.

#### Erradicación de especies que degradaban el ecosistema insular
En 2002, CONAF (Corporación Nacional Forestal), puso en práctica un sistema integrado de control del conejo europeo (Oryctolagus cuniculus) para evitar sus impactos en el ecosistema. Las labores de monitoreo en 2003 arrojaron cero avistamiento de conejos, lo que también produjo el resurgimiento de especies vegetales en peligro de extinción —como la famosa col de Juan Fernández— y el redescubrimiento de nuevas especies nativas. 
La gran población de conejos, introducidos desde el continente, amenazaba el hábitat para varias especies de aves, entre ellas la fardela blanca.